# Кочо (уйгурское государство)
Уйгурское государство Кочо (др.уйг. Qočo Uluš) или же Двадцать два города государства Кочо (др.уйг. Qočo Ulus Ikii Otuz baliq)  — средневековое уйгурское феодальное государство в северо-восточной части Восточного Туркестана, под управлением династии уйгурских идикутов. Образовалась в результате распада Уйгурского каганата. Уйгуры контролировали центральную часть торгового пути, который тянулся от Китая до Каспийского моря, и, тем самым, играли важную посредническую роль в разносторонних отношениях между китайской и индоевропейской культурами. Турфанское идыкутство не вело войн с целью расширения своей территории. Оно стремилось к поддержанию мира и невмешательства в дела других народов. Военные действия велись главным образом против вторгавшихся тангутов, а также религиозных противников — Караханидской династии.
Среди средневековых мусульманских историков данное государство было известно под название "Уйгуристан", позднее это название распространилось на регион городов Турфана, Чалыша и Комула, входивших в состав Могульского ханства. В древнеуйгурских источниках также было распростронено саманазвание государства "Страна Десяти Уйгуров" (др.уйг. On Uyγur Eli) которое отсылает к преемственной связи уйгуров Кочо от Уйгурского каганата.

## История

### Создание
Территория Восточного Туркестана входила в состав Уйгурского каганата до периода его распада в 840-х годах. После распада каганата большая часть уйгуров мигрировали в различные регионы Восточного Туркестана (Турфан, Кумул, Карашар, Куча, Или, Кашгар), а также в Ганьсу, где ими были созданы два государства — Идыкутство (с центром в Турфане) и Ганьсуйское (с центром в Дунхуане).
Баку Чин начал завоевания против слабеющего Тибета, таким образом были захвачены Турфан, Бэйтин, Карашар и Бугур и основано Уйгурское идыкутство.
В конце 860-х — начале 870-х годов Баку Чин уничтожает Кучарское уйгурское княжество. В конце IX в. войска Кыргызского каганата вторгаются в страну и захватывают города Пенчул и Аксу, дойдя до Кашгара.

### Конфликт с Караханидским государством
Уйгуры-буддисты вступили в конфликт со своими соседями-мусульманами, в частности с Караханидским государством. Его правитель Сатук Богра-хан разрушил буддийские храмы Кочо.
«Диван лугат ат-турк» Махмуда аль-Кашгари включал в себя уйгуров, которых мусульмане воспринимали крайне недружелюбно. Было написано, что «точно так же, как шип должен быть срезан у корня, так и уйгур должен быть поражен на глаз». Кашгари отметил, что тюрки-мусульмане  использовали уничижительное имя «Тат» для описания уйгуров-буддистов, которых Кашгари назвал «неверными». Понятия «буддист» и «уйгур» были тесно переплетены в сознании исповедующих ислам и воспринимались как тождественные.
Уйгуры-буддисты подверглись нападению со стороны тюрок-мусульман, и это было описано в работе Кашгари. Работы Махмуда Кашгари содержали стихотворные строфы и стихи, в которых описывалось сражение между буддистами-уйгурами и мусульманами-караханидами. Уйгурские буддийские храмы были осквернены, уйгурские города подвергнуты набегам, а провинция Минглак через Или была целью завоевания мусульманами-караханидами уйгур-буддистов, как описано в 5-й — 6-й строфах работы Кашгари.
«Три тюркских стихотворных цикла» Махмуда Кашгари записаны по порядку: во-первых, поражение «неверных племен» от Караханидов в долине Иртыша, во-вторых, уйгуры-буддисты, атакованные тюрками-мусульманами, и, наконец, поражение, нанесённое «городу между Тангутом и Китаем», Катун Сини, от тангутского хана.
Хотя Кашгари проявил иное отношение к верованиям и прорицателям тюрок, он выразил ненависть к буддизму в своем Диване, где он поместил цикл стихов о войне против уйгуров-буддистов. Слова буддийского происхождения, такие как toyin (священнослужитель или священник) и Burxān или Furxan (имеется в виду Будда, но слова приобрели общее значение «идол» в тюркском языке аль-Кашгари), имели негативную коннотацию для тюрок-мусульман.
Имамы и воины, погибшие в боях против уйгуров-буддистов и Хотанского буддийского государства во время исламизации Таримского бассейна Караханидами, почитаются как святые.

### Монгольское завоевание
В 1207 году Уйгурское идыкутство становится вассалом Монгольской империи, а позже — Чагатайского улуса. После ликвидации улуса в 1346 году и образования Могулистана, становится самостоятельным государством. В 1209 году правитель Кара-Ходжи Баурчук Арт Текин объявил о своей верности монголам при Чингисхане, и государство просуществовало как вассал до 1335 года. Подчинившись монголам, уйгуры перешли на службу монгольским правителям в качестве бюрократов, предоставив знания, которых изначально не хватало  неграмотным кочевникам. Кочо продолжало существовать как вассал монголов династии Юань и было союзником Юаня против Чагатайского ханства. Монголы позволили уйгурам участвовать в их государственных делах на обширной завоеванной территории от Китая до Европы и давали им важные поручения. Уйгурское вертикальное письмо, которое восходит к согдийскому письму, адаптированному уйгурами для записи тюркской фонетики, превратилось в широко применяемую письменность в Евразии. По сведениям иранского историка Ата Мелика Джувайни (XIV век), монгольские народы воспринимали изучение уйгурской письменности и языка как высшую точку своей культуры. Одним словом, монголы приняли развитый строй государственного управления Турфанского идыкутства.

### Упадок
Уйгуры-буддисты Кочо и Турфана были обращены в ислам во время газавата (священной войны)  мусульманским правителем Хизр-Ходжой. Буддийские фрески в «пещере тысячи будд» Безеклик были повреждены местным мусульманским населением, чья религия  запрещала изображения живых существ, глаза и рты, в частности, часто выдалбливались. Куски фресок были также отломаны для использования в качестве удобрения местными жителями.
В 1368 году было уничтожено Могулистаном.

## Города государства Кочо
Список названий уйгурских городов и поселений некогда входивших в состав государства Кочо и их современные названия.
| №  | Древнеуйгурский | Новоуйгурский           | Хотаносакский      | Китайский          |
| -- | --------------- | ----------------------- | ------------------ | ------------------ |
| 1  | Пичаң           | Пичан                   | Phūcąnä            | 蒲昌 Puchang       |
| 2  | Чиқтин          | Чиқтим                  | -                  | 赤亭Chi-ting       |
| 3  | Соим            | -                       | Īśumä / Yūśumä (?) | 威神 Weishen (?)   |
| 4  | Қоңсир          | Ханду                   | Hve’tsverä         | 横截 Huangjie      |
| 5  | Лимчин          | Ләмҗин                  | -                  | 臨川Linchuan       |
| 6  | Сиңиң           | Сәггим                  | -                  | 新興Xin-xing       |
| 7  | Ниҗүң / Лишуң   | Безеклик вә Сәггим-Ағиз | -                  | 寧戎Ningrong       |
| 8  | Нампи / Лампи   | Лампу                   | -                  | 南平Nan-ping       |
| 9  | Йимши           | Йемши                   | -                  | 鹽城 Yancheng      |
| 10 | Напчик          | Лапчуқ                  | Dapäcī             | 納職 Na-zhi        |
| 11 | Тийоқ           | Тойоқ                   | Ttiyākä            | 丁谷 Ding-yu       |
| 12 | Лүкчуң          | Лүкчүн                  | Ḍūkäcū             | 柳中 Liuzhong      |
| 13 | Кочо            | Қара-Хоҗа               | Secū               | 高昌 Gaochang      |
| 14 | Тоқсин          | Тоқсун                  | -                  | 篤新 Du-xin        |
| 15 | Турпан          | Турпан                  | -                  | 吐鲁番 Tulufán     |
| 16 | Йар             | Йар / Йарлоғ            | -                  | 亚尔乡 Yà ěr xiāng |
| 17 | Беш Балиқ       | -                       | -                  | 北庭Běitíng        |
| 18 | Бөгүр / Бүкүр   | Бүгүр                   | -                  | 轮台县Lúntái xiàn  |
| 19 | Куча / Күсән    | Кучар / Куча            | -                  | 库车Kùchē          |
| 20 | Сульми          | Қарашәһәр               | Arshi              | 焉耆Yānqí          |
| 21 | Джанбалиқ       | -                       | -                  | 彰八里Zhāngbālǐ    |
| 22 | Йенги Балиқ     | -                       | -                  | -                  |
| 23 | Билайуқ         | Булайиқ / Булуйуқ       | -                  | 葡萄溝Pu-tao-gou   |
| 24 | Миңлақ          | -                       | -                  | -                  |

Махмуд ибн Вали также указывал то что Алмалык являлся "ближайшим из городов Уйгур к Мавераннахру".

## Государственное устройство
Во главе государства стоял каган, принявший титул «идыкут» (идикут)», что означало «святое блаженство». Он управлял всеми политическими, военными, экономическими, правовыми делами государства. В его подчинении находился визирь. Среди проблем, которые должен был решать сам идыкут, были: объявление войны, определение размеров пошлин и налогов, назначение высокопоставленных чиновников на соответствующие должности, рассмотрение жалоб о земле, приговоры: смертная казнь или помилование, установление связи с зарубежными странами и т.д.
Следующими после идыкута были «катун» и «тегин». «Катун» означало «принцесса». «Тегин» означалало «сын государя». Они занимали второстепенные государственные должности руководителей, правителей выделенных им местностей и городов, приказчиков, послов, командующих войсками, казначеев. У «катун» и «тегинов» были отдельные земли, пастбища, скот. Они имели право оставить все это в наследство.
Затем, на третьем месте, стояли девять визирей, после которых шли «ячиги», то есть правители вилаятов, подобно «баскакам». За ними следовали такие должности, как: «тархан» — высокопоставленные представители военных сословий, «туман элчи» (элчи — посланник), возглавляющий соединение из 10 тысяч человек, или же глава какой-то общины; посол — вождь общины. Наряду с этим аппарат управления включал такие должности, как: «тузлук» (судья), «тутук» (владелец большого количества движимого и недвижимого имущества, а также правозащитник или глава торговых караванов); «чики», «сан чи» (казначей); «окан кескучи» (распределитель речной воды); «сунчи» (распределитель воды); «сужан» ( вождь племени, аксакал рода и ответственный за сбор налогов); «шуань чэн» (караул); «тор кочи» (статист); «йаловчи» ( глашатай, информатор); «башлиг бег» (главный бег, или бек); «туги бир» (знаменосец); «инан» (доверенное лицо); «тозол бег» (посредник); «он бег» (десятник); «иличи» (посланник) и т. д.

## Экономика
В Турфанском идыкутстве существовало высокоразвитое земледелие, в особенности хлопководство, садоводство. Географические условия Турфанского оазиса, присущие только этой местности и окрестностям озера Лобнор, реки Кончи, Ния и северных склонов гор Тянь-Шань (Тангри таг), весьма благоприятствовали земледелию, садоводству.
Из сведений, представленных китайским послом Ван Яньдэ, который посетил эти районы в период Турфанского идыкутства в качестве сунского посланника, явствует, что в те времена на территории этого государства выращивали пять видов зерна (пшеница, рис, просо и др.) и различные овощи. Особенно процветало в Турфанской долине виноградарство. В связи с массовым выращиванием винограда здесь  было налажено производство виноградного вина. Кроме того, выращивали персики, груши, крупноплодные абрикосы (в частности, на урюк), гранат и другие фрукты. Все эти продукты вывозились на продажу в соседние государства.
Самой развитой отраслью сельского хозяйства в Турфанском идыкутстве являлось хлопководство. Следует сказать, что культура хлопка попала в Китай именно из Турфана. Уйгурские торговцы ежегодно экспортировали в районы Китая большое количество хлопка. Другой отраслью хозяйства было шелководство. Наряду с развитием техники выращивания и разработки хлопка, достигла подъема и техника текстильной промышленности по производству хлопчатобумажных и шелковых тканей. Обработки кожи и шкур опиралась на скотоводческие хозяйства. Уйгуры были умелыми мастерами пошива одежды и обуви из кожи и выработки военных снаряжений. Большим преимуществом уйгуров Турфанского государства являлось развитие торговли, связанное с высоким уровнем культуры уйгурского народа. Уйгурские торговцы ежегодно везли для продажи в Китай большое количество продуктов местного производства и товаров, произведенных в других районах. Уйгурские торговцы приезжали в столицы киданьского государства Ляо, династии Северная Сун, тангутов (Си Ся). В столице киданей - городе Шан Чэн, специально для уйгурских торговцев даже был построен базар. Систематическое ведение торговли давала возможность уйгурам в распространении своей культуры и своего искусства в Западной и Центральной Азии, а также на территории Китая.

## Культура
В период Турфанского идыкутства уйгуры исповедовали буддийскую и манихейскую религии. Уйгуры, проживавшие на западных территориях Кучара, были мусульманами (после X в.). Уйгуры Турфанского района вплоть до XV в. оставались буддистами.
Восточный Туркестан был второй родиной буддизма. Эта религия через Восточный Туркестан, в частности через Турфанский оазис, распространилась в Китай. Турфанский оазис ещё в I и II вв. н.э. являлся очагом буддизма. После образования Турфанского идыкутства он стал распространяться дальше и достиг расцвета. Главной причиной этому было то, что сам верховный владыка идыкут исповедовал эту религию и утвердил его в качестве государственной религии. Буддизм находился под защитой самого государства, что способствовало широкому его распространению среди уйгурского населения и распусканию корней в этом регионе. В конечном итоге, буддизм занял место манихейства. Тем не менее, правительство Турфанского идыкутства не препятствовало существованию манихейства. Поэтому религии в Турфанском государстве конкурировала друг с другом. Однако все же буддизм занимал главенствующее положение среди всех религий. По сведениям Ван Яньдэ, в конце X в. в одном лишь городе Кочу имелось 50 буддийских храмов и в них полностью были сохранены буддийские писания (номы). В этих храмах обучалось основам буддизма множество учеников. Уйгурские буддисты были не только в Турфанском оазисе, но и распространяли свою религию на территории Китая. В распространении буддизма и распускании его корней в Китае огромная роль принадлежала именно уйгурам.
Знаменитый буддийский учёный Кумараджива в IV в. посетил Китай. Он перевёл буддийские писания (номы) на китайский язык и прокомментировал их содержание. Развитие и процветание буддизма в период Турфанского идыкутства превратили районы Турфана в один из крупных культурных центров Центральной и Восточной Азии. И поэтому же многие уйгурские монахи, монахини приобрели большой авторитет в Центральной и Восточной Азии . Даже в качестве послов они посещали киданьское государство, династию Северная Сун, государства тангутов (Си Ся) и чжурчженей (Цзинь). В этих государствах им всегда позволяли строить молитвенные дома и распространять религию.
Таким образом, в период Турфанского идыкутства буддизм глубоко укоренился в уйгурском обществе, и тем самым явился причиной того, что ислам распространился Турфанской долине с опозданием. Буддизм определенно препятствовал распространению ислама на Востоке и установлению своего господства в этом районе. Это положение продолжалось вплоть до XV в., когда ислам стал самым могущественным вероисповеданием в этой части земли. Уйгуры Турфанской долины в конечном счёте пошли по пути ислама, который выбрали их собратья, проживающие в долине Тарима. Это положило конец религиозной розни, когда вся нация стала исповедовать общую религию.
По определению учёных, можно сказать, что в период Турфанского идыкутства многие уйгуры всё ещё проповедовали манихейскую религию, в которую они верили ещё со времени Уйгурского каганата на Орхоне. Манихейская религия в 762 г. была утверждена в качестве государственной религии Уйгурского каганата, и это продолжалось вплоть до образования Уйгурского Турфанского идыкутства, так как эта религия имела благоприятные возможности для своего развития. В начальный период Турфанского идыкутства эта религия продолжала существовать среди простого народа. Гардизи, проживавший в XI веке в своём произведении «Зиннат-ул Ахбар» (Украшение известий), пишет о том, что население Кара Кочо верило в религию Мани. Ежедневно около ворот правителя собиралось 300-400 приверженцев этой религии и громко вслух читало произведения Мани. Затем они шли к правителю и, поприветствовав его, расходились.
Китайский посол Ван Яньдэ, который посетил Турфанское идыкутство в 981-982 гг., также утверждал, что население Кочо исповедовало религию Мани, что здесь даже существовали манихейские дома молитвы.
Религия Мани являлась второй по величине религией в Турфанском идыкутстве и людей, проповедовавших эту религию, было много. Поэтому религия Мани защищалась со стороны Турфанского идыкутства. Как пишет русский историк В. В. Бартольд, каган токуз-огузов (т. е. уйгуров), узнав о том, что Самаркандское ханство собирается нанести удар по верующим Мани в городе Самарканде, послал туда человека с заявлением о том, что количество проповедующих ислам в Турфанском идыкутстве больше, чем количество исповедующих Мани в Самарканде, и особо напомнил, что если они причинят вред верующим в Мани, то они также подвергнут удару верующих в ислам в Кочо. Поэтому Саманиды исключили этот план из своих действий.
В период Турфанского идыкутства также было высоко развито искусство музыки и танца. Оно было особенно развито в Кучарском оазисе. Многие музыканты, выросшие в этом районе, распространяли свое искусство во внутреннем Китае, и далее в Японии, Корее и других районах Восточной Азии. В период Танской империи (618-907) это искусство в Кучаре достигло своего наивысшего уровня развития.
Такие музыкальные произведения, как «Кучарская музыка», «Кашгарская музыка», «Музыка Кочо» оказали значительное влияние на развитие китайской музыки. В музыкальном искусстве Кучара и Кочо широко были распространены разные музыкальные инструменты. Была сформирована музыкальная система и созданы свои способы и правила исполнения музыки. Состав музыкальных инструментов уйгуров отличался большим разнообразием. Среди них важное место занимали «пипа» и «конгху». Оркестр, состоящий из нескольких десятков музыкантов, исполняли крупные музыкальные произведения. Песня и музыка являлись постоянными спутниками людей. Люди всегда брали с собой музыкальные инструменты, выходя в путь. Ужу тогда жизнь людей нельзя было представить без танца. Музыкальное искусство Кочо, Кучара и Кашгара в последние времена создало могучую основу для формирования и развития уникальных шедевров музыкального искусства - 12 уйгурских мукамов. Вместе с тем уйгурское музыкальное искусство также оказало большое влияние на искусство Китая.
В период Турфанского идыкутства уйгуры пользовались письменностью, созданной на основе согдийского письма, хотя в начальный период ханства продолжалось использование древнетюркской письменности. Древнеуйгурская письменность была основана на согдийском алфавите, который состоял из 22 букв. На этом алфавите можно было писать и читать справа налево и сверху вниз. Эта уйгурская письменность позже была принята монголами, которые на ее основе создали монгольскую письменность. На уйгурской письменности были созданы многочисленные литературные произведения: стихи, песни, пословицы, басни, поговорки, религиозные предания, драмы, а также буддийские номы и произведения манихейского содержания. В конце 19 и начале 20 вв. западные археологи обнаружили в Турфанской долине фрагменты большого числа письменных памятников. Более 4000 фрагментов этих памятников хранится в фонде рукописей в Санкт-Петербургском филиале Института востоковедения РАН и в Государственном Эрмитаже. Примерно 8000 фрагментов хранится в музеях Германии. Часть произведений хранится в музеях Парижа, Лондона, Урумчи, Пекина, Стамбула и Токио.
В период Турфанского идыкутства большое развитие получила литература. При этом, поэзия занимала особо важное место. Стихотворения на уйгурском языке, созданные в Кочо, судя по содержанию, отражают реальную жизнь и посвящены самым разным аспектам светской жизни. К стихам религиозного содержания относятся стихи, основанные на философских воззрениях буддизма и манихейства. В художественном отношении стихи были написаны на высоком уровне. При их написании авторы умело пользовались красивыми образными выражениями, различными стилистическими средствами. Стихотворения эти базировались на глубоких философских размышлениях. Полустишия, ритмы, рифмы, слоги, стихотворные размеры отличались большой чёткостью, а слова употреблялись образно. Сохранились стихи таких уйгурских поэтов, как Апиринчур Тегин, Кики, Притя Яшри, Чисуя Тутунг, Калим Кайши и др.
В Турфанском идыкутстве была высоко развита и проза. Шинко Шели Тутунг являлся самым знаменитым писателем и переводчиком того времени. Он перевёл на уйгурский язык буддийские номы и такие известные произведения, как «Алтун яруг» (Золотой Блеск), «Биография Сюань-цзана». Последнее произведение, составляющее 397 листов, было переводом с китайского языка и относилось к буддийской литературе. Кроме того, такие произведения, как «Рассказ о двух тегинах», «Повествование о Чаштани Илиг беке» являлись образцами самых редких и ценных произведений того времени. В Турфанском идыкутстве было развито также составление документов, касающихся государственных дел и правовых отношений, договоров, письменных деловых обращений. Они имели свой собственный стиль и составлялись по своим правилам. В Турфанском идыкутстве было развито и искусство драмы. Драмы принимали всегда религиозную окраску. Драматические спектакли ставились для развлечения во время религиозных праздников. Самым редким и крупным образцом уйгурской драматургии того времени является «Майтри Симит». Литература, как показатель высокого культурного развития Турфанского идыкутства, имеет важное значение с точки зрения искусствоведения и литературоведения.

## Правители
- Пан Текин (850–866)[60]
- Баку Чин (866–871/876)
- Идук Тенгри-каган (около 933 года)[5]
- Алп Кутлуг Улуг Бильге Уйгур Тенгри Уйгур-хан (начало X века до 933 года)[5]
- Аль Бильге Тенгри-елиг (около 954 года)[61]
- Богулук Улуг-идикут (вторая половина X века)[5]
- Арслан Бильге Тенгри-елиг Сунулуг-хакан (около 981–984)[5][61]
- Бюге Бильге Тенгри-елиг (996–1003)[5][61]
- Кюль Бильге Тенгри-елиг (1007–1024)[5]
- Алп Арслан Кутлуг Кюль Бильге Тенгри-хан (1017–1031)[61]
- Алп Кутлуг Улуг Бильге Уйгур Тенгри Уйгур-хан (первая половина XI века)[61]
- Тенгри Бюге Аль Бильге Арслан Тенгри Уйгур-таркан (около 1067)[61][5]
- Ай Тенгри Кут Болмиш Кюлюг Кюл Бильге Тенгри-каган (???)[61]
- Арслан Бильге-хан (конец XI начало XII вв.)[5]
- Кари Бильге-каган (1127–1130/1131)[5]
- Асан Тимур-идикут (в период правления каракаитаев)[5]
- Бильге Текин (1126–?)
- Баурчук Арт Текин (1208—1235)
- Кусмайин (1235–1245)
- Салун Текин (1246–1255)
- Огрунж Текин (1255–1265)
- Мамурак Текин (1265–1266)
- Кочкар Текин (1266–1280)
- Нолен Текин (1276–1318)
- Томур Бука (1318–1327)
- Сунгги Текин (1327–1331)
- Тайпан (Тайпинну; 1331–1335)
- Юэлу Томур (1335–1353)
- Санге (1353–?)

## Изображения уйгурских буддистов и манихеев

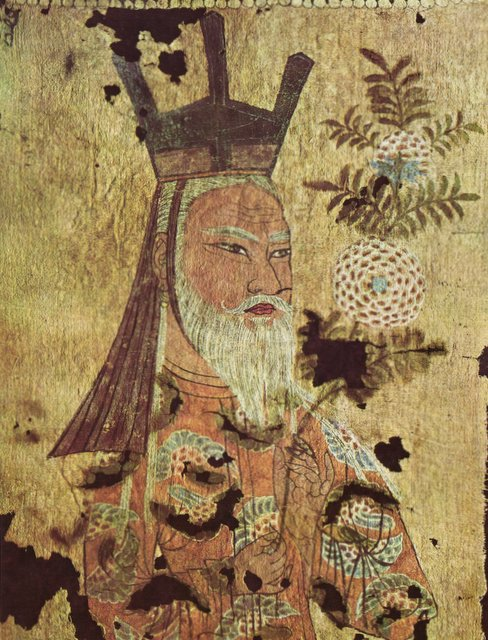
Уйгурский каган
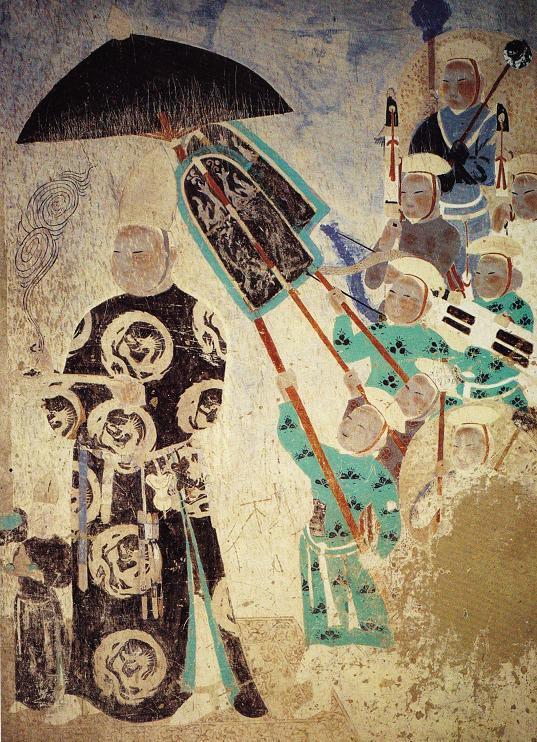
Уйгурский король из Турфана
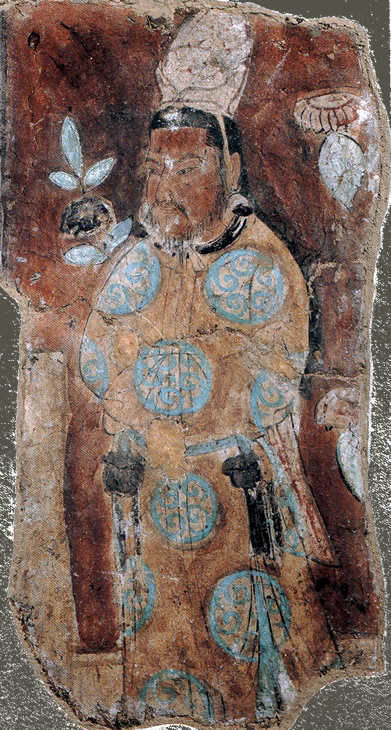
Уйгурский принц на фресках Безеклика
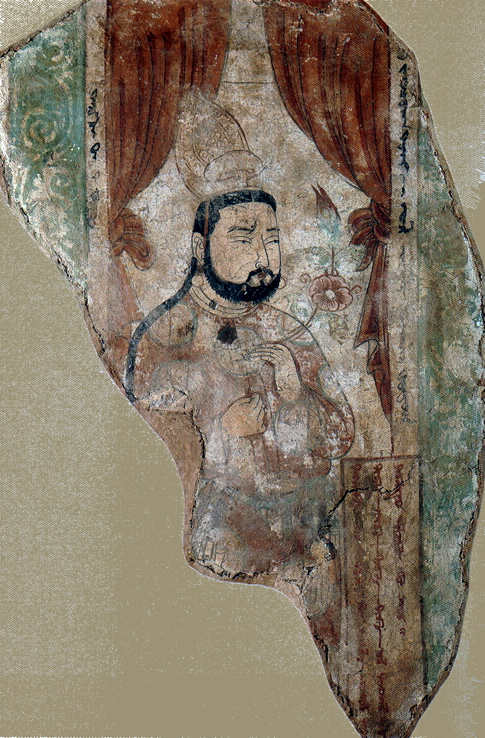
Уйгурский нобль на фресках Безеклика
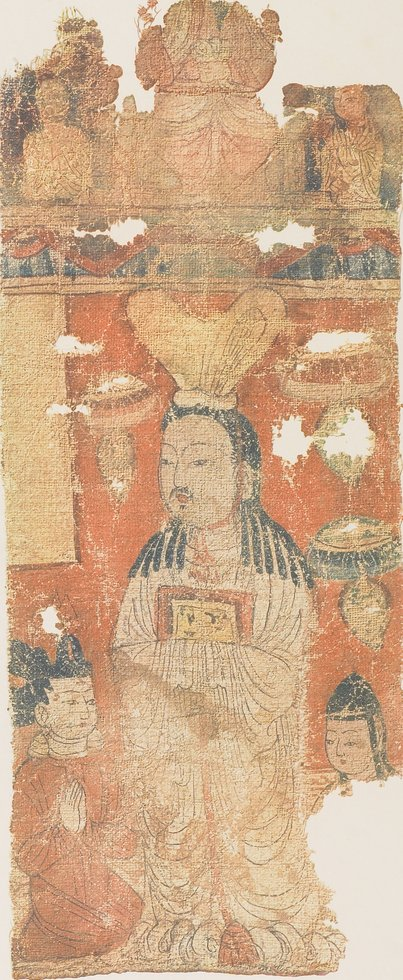
Уйгурский нобль на фресках Безеклика
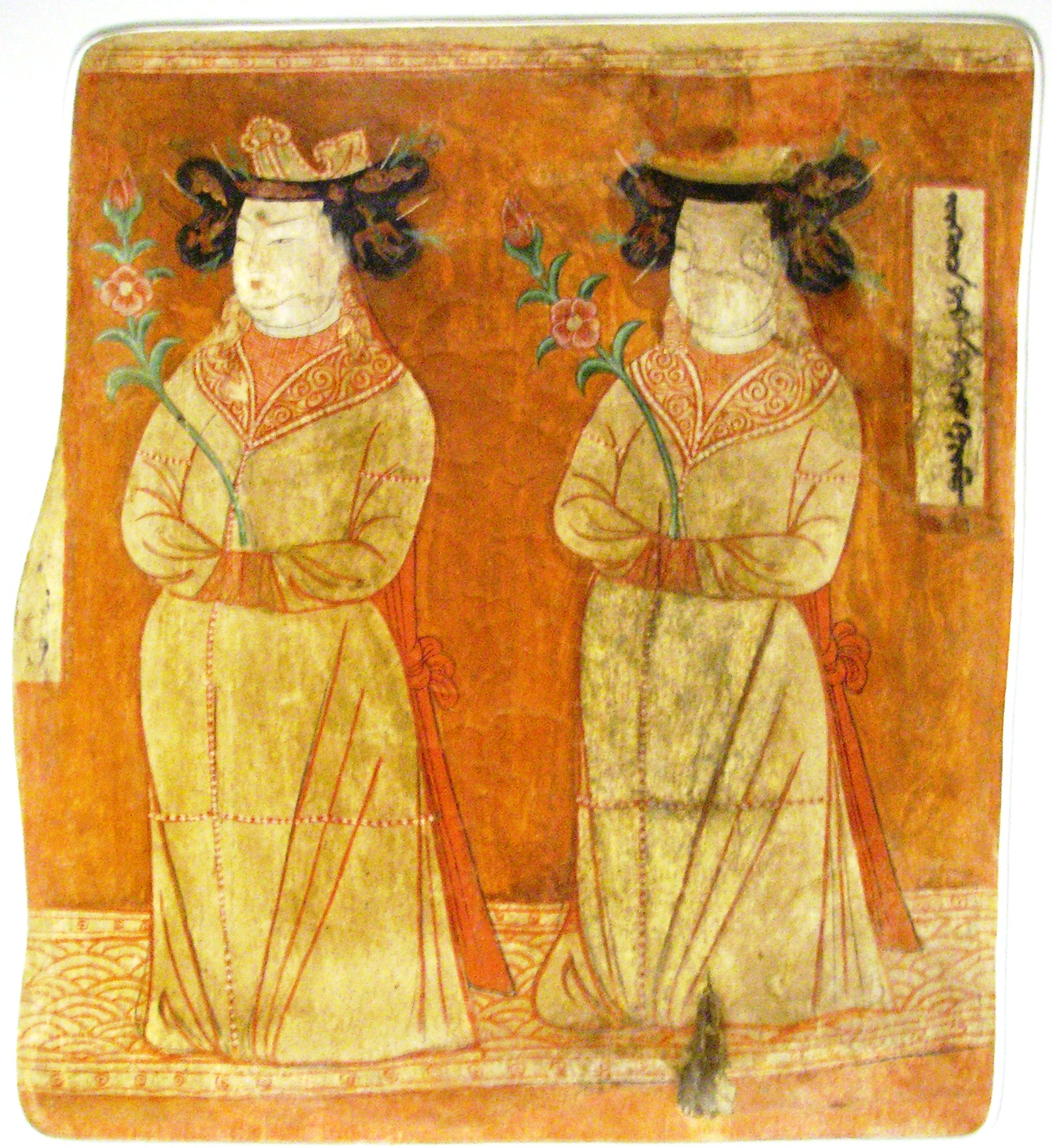
Уйгурские принцессы на фресках Безеклика
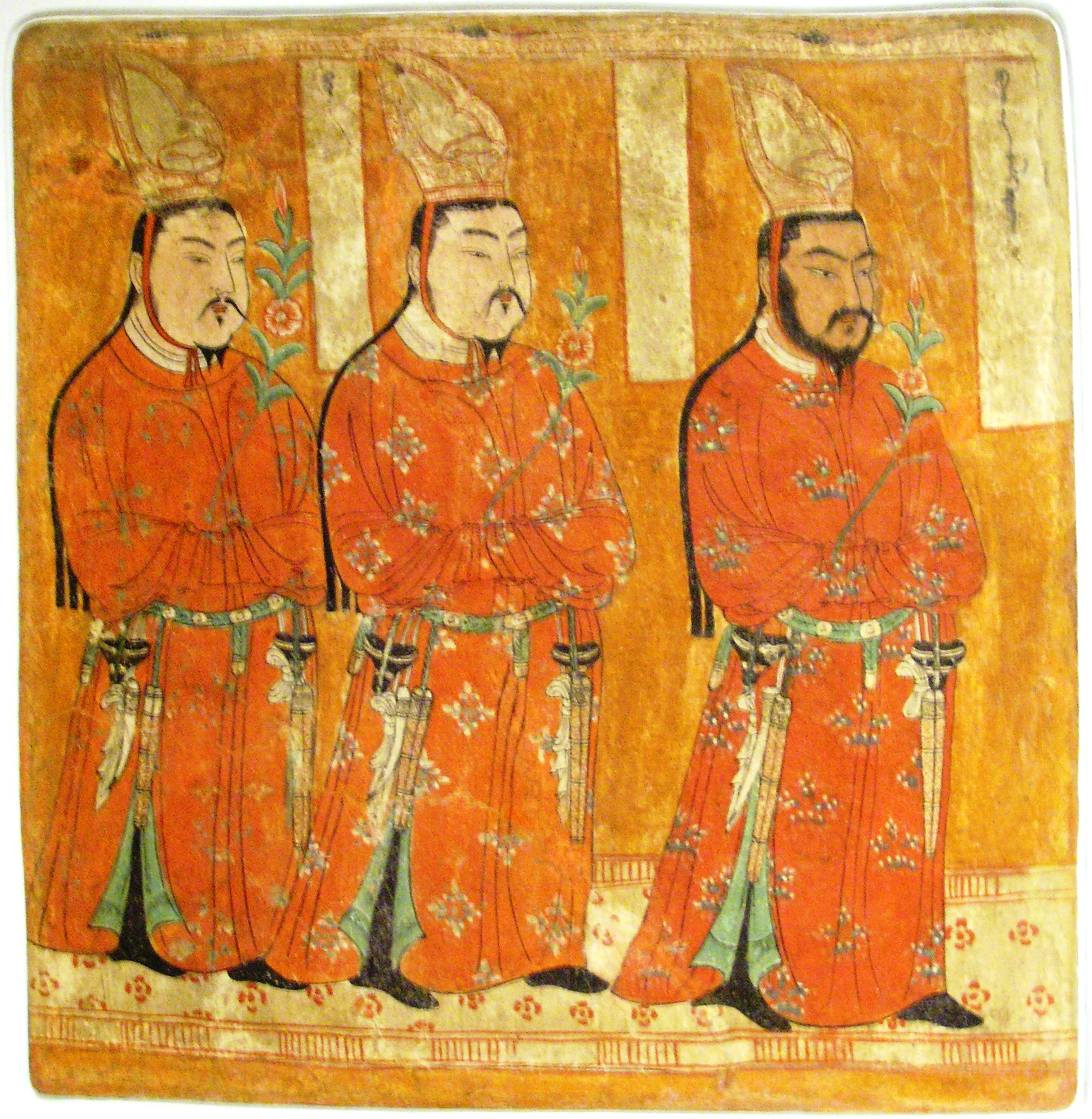
Уйгурские принцы на фресках Безеклика
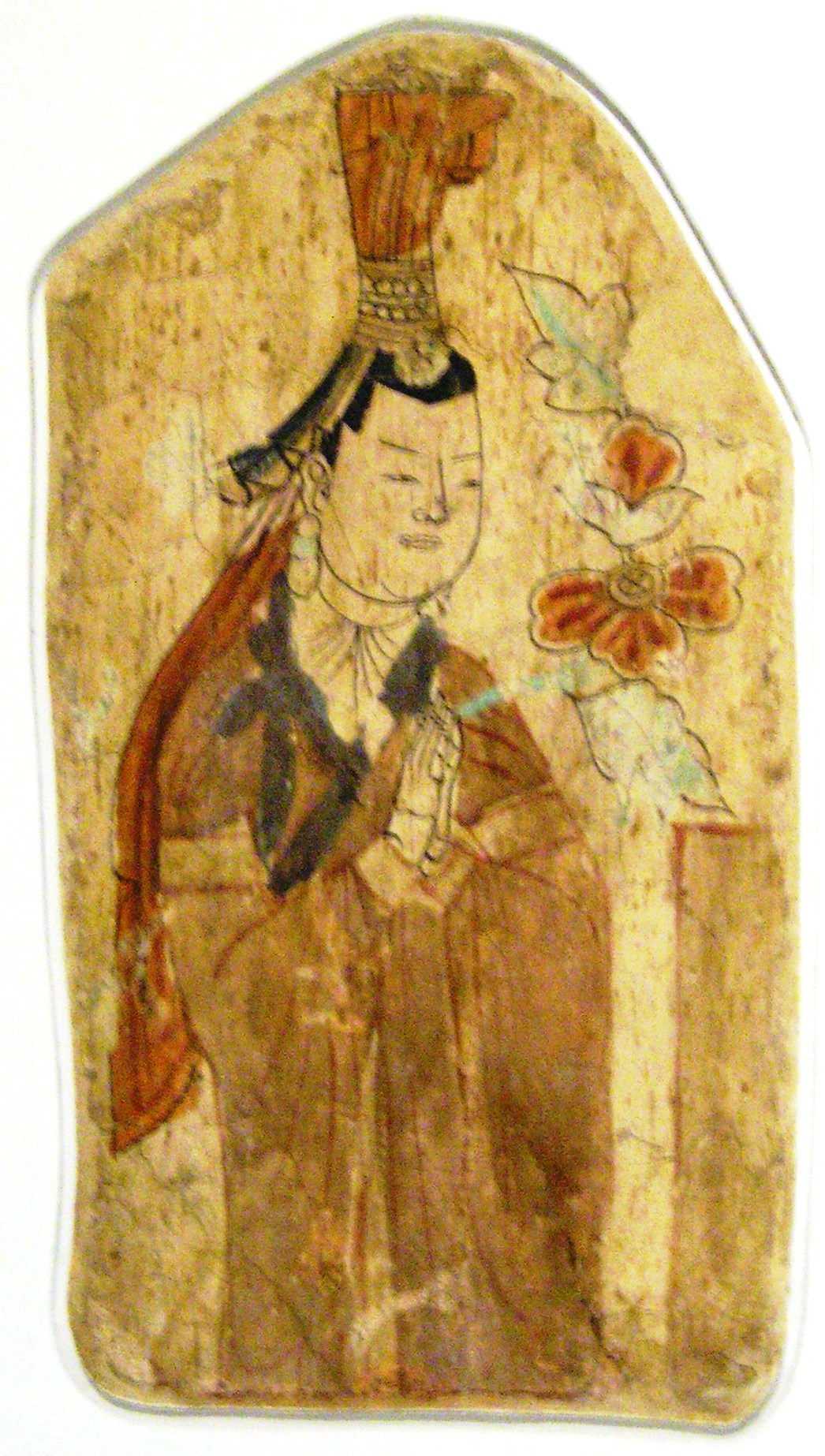
Уйгурский даритель на фресках Безеклика
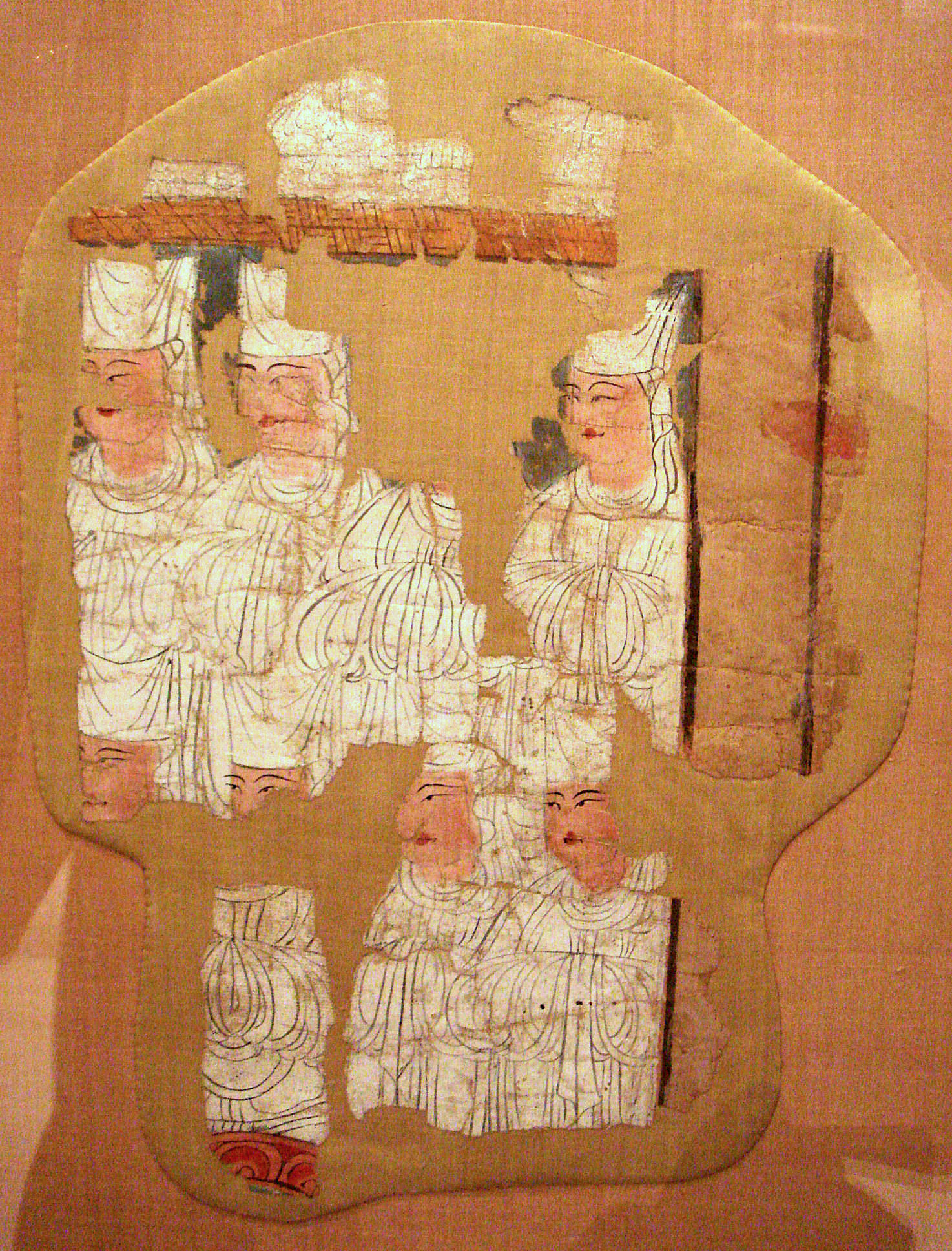
Уйгурский манихейский кандидат из Кочо
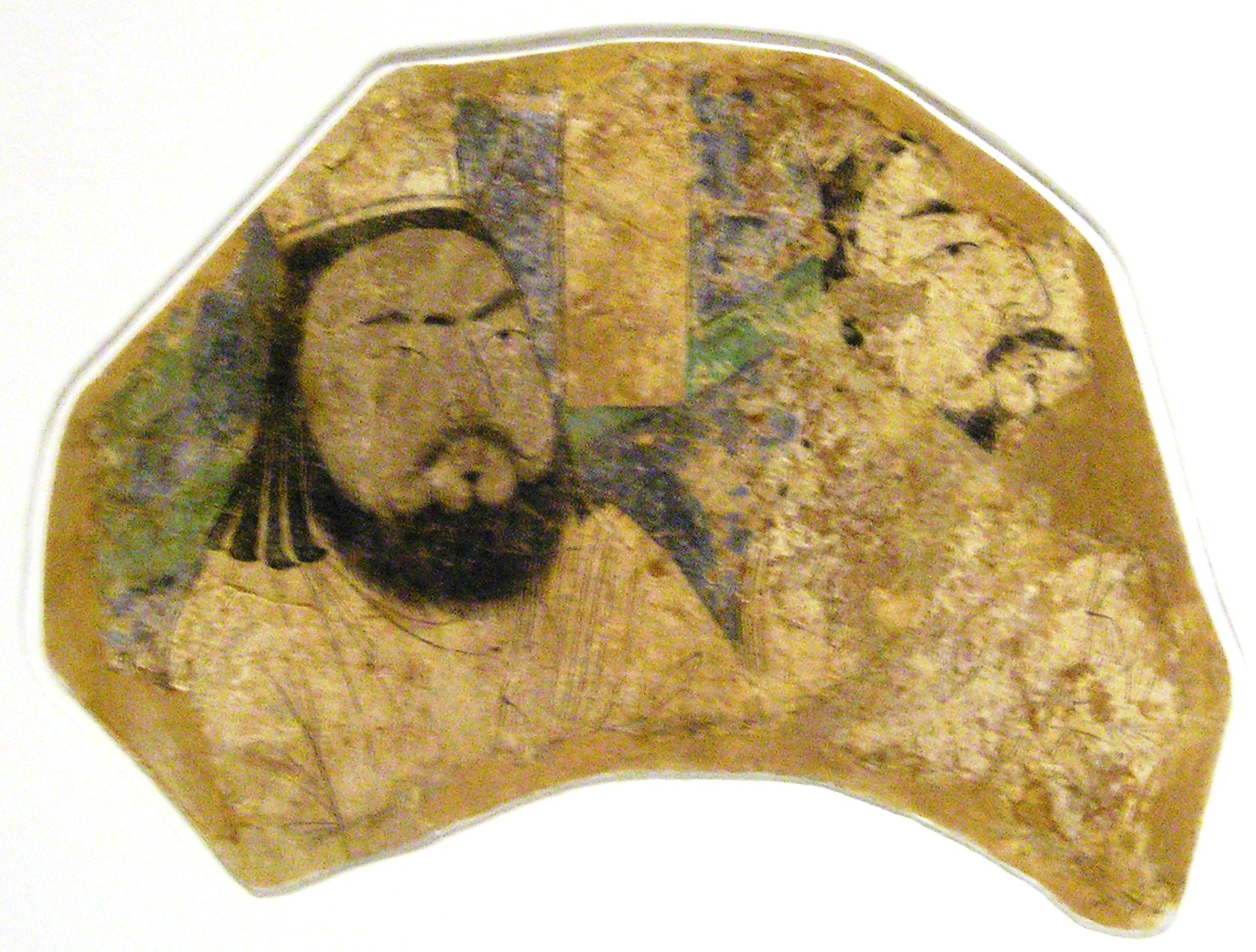
Уйгурские манихейские священники из Кочо
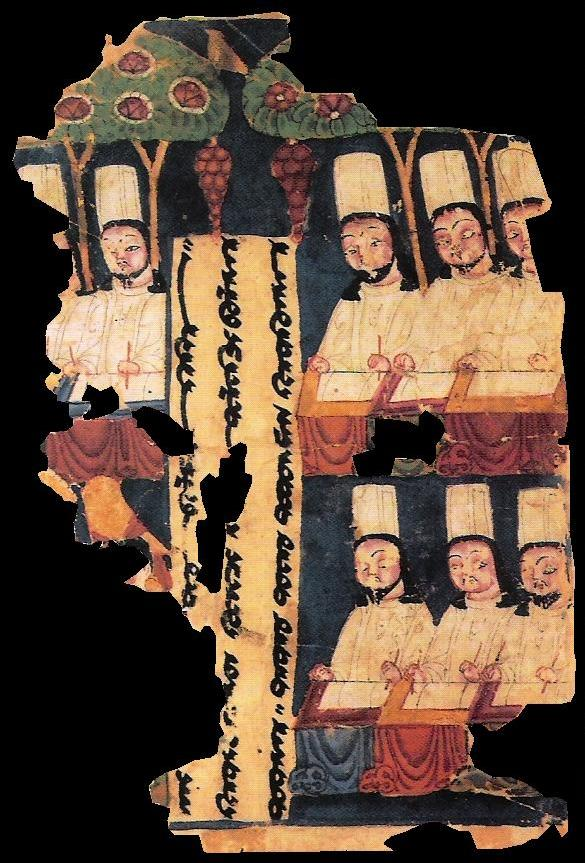
Манихейцы из Кочо
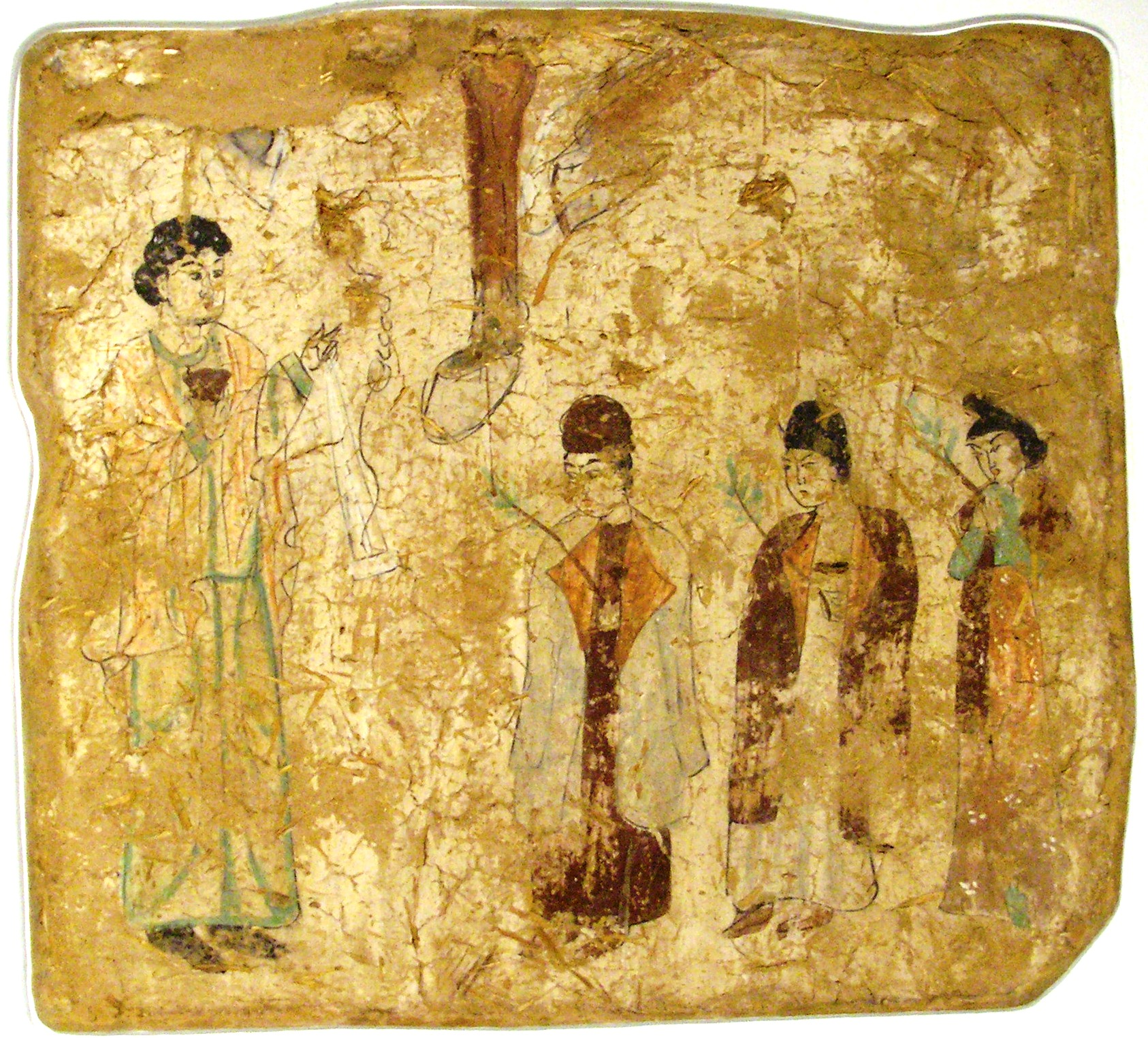
Фреска из несторианского храма в Кочо